# Перша ліга чемпіонату Сумської області з футболу
Чемпіонат Сумської області з футболу (Перша ліга) — друга за рангом ліга обласних футбольних змагань серед аматорських команд. Проводяться під егідою Асоціації футболу Сумської області. 
Попередні назви турніру: "Першість області" та  "Чемпіонат області серед команнд другої групи".

## Усі призери
| Сезон | Чемпіон                              | 2 місце                          | 3 місце                           |
| 1997  | «Промінь» (Яструбське, Сумський р-н) | «Факел» (Лутище, Охтирський р-н) | ФК «Тростянець» (Тростянець)      |
| 1998  | «Авангард» (Білопілля)               | «Шляховик» (Буринь)              | «Іскра» (Недригайлів)             |
| 2006  | «Харчовик» (Попівка)                 | «Надія» (Тростянець)             | «Полісся» (Ямпіль)                |
| 2007  | «Іскра» (Недригайлів)                | «Харчовик» (Попівка)             | «Лебединець» (Лебедин)            |
| 2009  | «Марафон» (Суми)                     | «Полісся» (Ямпіль)               | «Спартак-Велетень» (Глухів)       |
| 2010  | «Динамо-Полісся» (Суми)              | «Іскра» (Недригайлів)            | ФК «Краснопілля» (Краснопілля)    |
| 2011  | ФК «Шостка» (Шостка)                 | «Харчовик» (Попівка)             | «Велетень» (Глухів)               |
| 2012  | «Велетень» (Глухів)                  | «Тростянець» (Тростянець)        | «Іскра» (Недригайлів)             |
| 2013  | «Тростянець» (Тростянець)            | «Іскра» (Недригайлів)            | «Авангард» (Білопілля)            |
| 2014  | «Явір» (Краснопілля)                 | «Десна» (Очкине)                 | «Іскра» (Недригайлів)             |
| 2015  | «Локомотив» (Конотоп)                | «Тростянець» (Тростянець)        | «Явір» (Краснопілля)              |
| 2016  | «Альянс» (Липова Долина)             | «Явір» (Краснопілля)             | «Тростянець» (Тростянець)         |
| 2017  | «Україна-Токарі» (Токарі)            | «Гранум» (Сніжки)                | «Колос» (Северинівська)           |
| 2018  | «Колос» (Северинівська)              | «Україна-Токарі» (Токарі)        | «Кристал-Локо» (Конотопський р-н) |
| 2019  | «Колос» (Северинівська)              | «Україна-Аграрна» (Токарі)       | «Явір» (Краснопілля)              |
| 2020  | «Аграрник-Авангард» (Білопілля)      | ФК «ДРУЖБА» (Дружба)             | «Шахтар-ДЮСШ» (Конотоп)           |
| 2021  | ФК «Колос» (Шостка)                  | «Велетень-2» (Глухів)            | «Шахтар-ДЮСШ» (Конотоп)           |
| 2022  | «Аграрник-Авангард» (Білопілля)      | ФК «ДРУЖБА» (Дружба)             | «Сейм» (Кузьки)                   |
| 2023  | ФК «Колос» (Шостка)                  | «Велетень» (Глухів)              | «Віталія» (Чернеча Слобода)       |